# Plage de Kujūkuri
La plage de Kujūkuri (九十九里浜, Kujūkuri-hama) est une plage de sable qui occupe une grande partie de la côte nord-est de la péninsule de Bōsō dans la préfecture de Chiba au Japon,. Elle fait approximativement 60 km de long, ce qui en fait la deuxième plage la plus longue du Japon. La plage de Kujūkuri est une populaire destination de natation et de surf pour les habitants du Grand Tokyo,. La plage est protégée dans la mesure où elle fait partie du parc naturel préfectoral de Kujūkuri (en).

## Géographie
La plage de Kujūkuri s'étend sous forme d'arc du cap Gyōbumi (en) à Asahi au Nord du cap Taitō à Isumi, préfecture de Chiba au Sud,. 
La plage est relativement droite, contrairement aux côtes généralement irrégulières du Japon. 
La région côtière de la plage est l'extrémité nord-est du courant kuroshio au Japon. Les marées et le Kuroshio créent des dépôts de sable le long de la plage qui forment des dunes de 4 à 6 m de haut. La plage de Kujūkuri est dépourvue de récif.

## Municipalités
La plage de Kujūkuri s'étend sur neuf communes de la préfecture de Chiba :
- Asahi
- Sōsa
- Yokoshibahikari
- Sanmu
- Kujūkuri
- Ōamishirasato
- Shirako
- Chōsei
- Ichinomiya

## Étymologie
Kujūkurihama signifie littéralement « plage de sable de quatre-vingt dix neuf ri ». Minamoto no Yoritomo passe pour avoir ordonné la mesure de la plage et 99 flèches sont fichées sur le sable - une tous les ri. Le ri fait alors 6 chō (approximativement 660 m) mais plus tard la valeur du ri est étendue à 36 chō (ca. 3,9 km). Le court ri de 6 chō est depuis longtemps oublié et n'est plus utilisé aujourd'hui, aussi beaucoup croient et expliquent à tort que « 99 » est juste une déduction de sa longue distance. La longueur réelle de la plage est d'environ 66 km, ce qui fait de la mesure originale de Minamoto no Yoritomo la bonne.

## Histoire

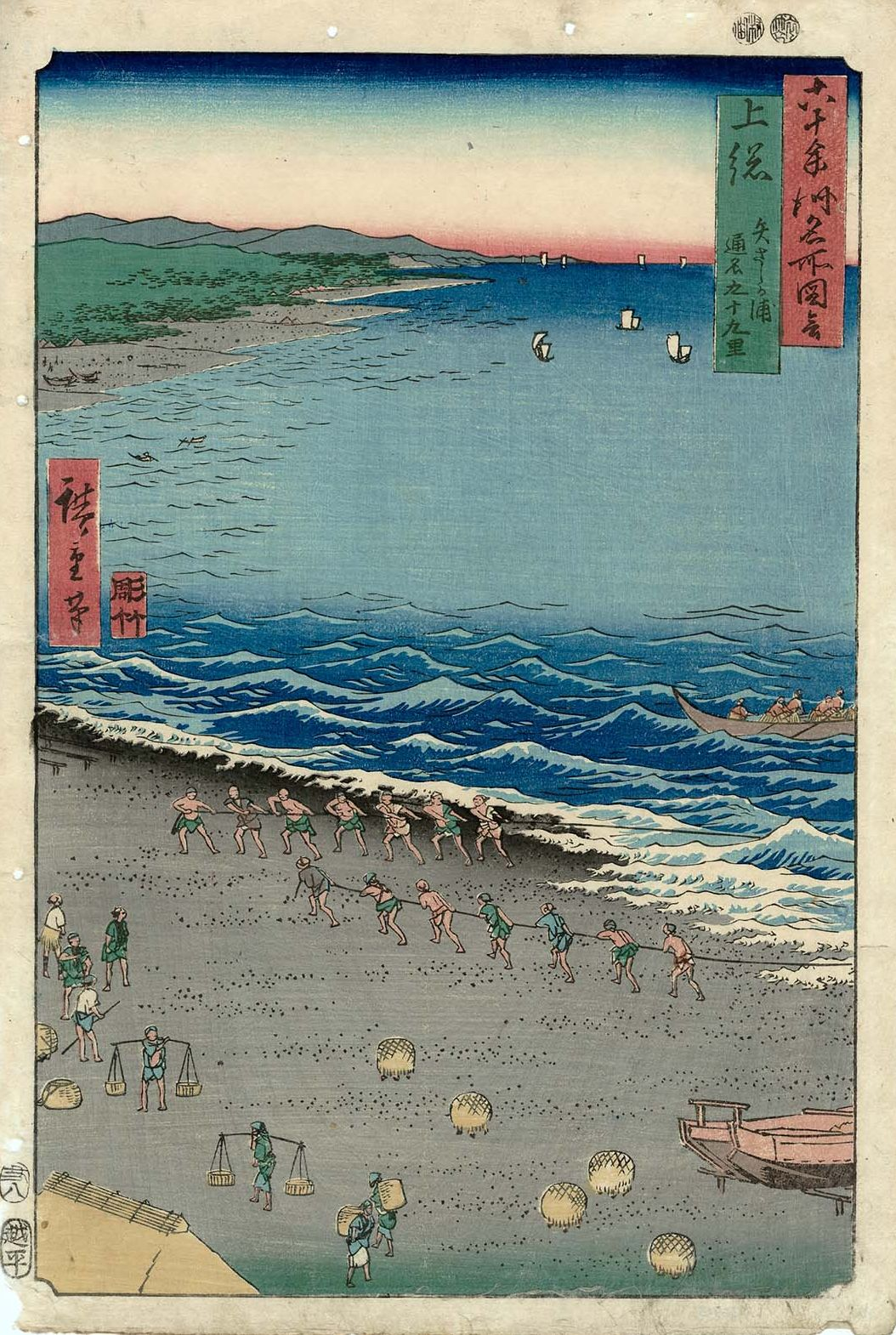
Hiroshige

À l'époque d'Edo (1603 - 1868), une nouvelle technique de filet de pêche est importée de la province de Kii, province qui recouvre l'actuelle préfecture de Wakayama ainsi que la partie sud de la préfecture de Mie. Une nouvelle technique de pêche à la senne est introduite via les routes maritimes de commerce le long du courant de Kuroshio. La pêche à la senne, par lequel un filet de pêche suspendu verticalement dans l'eau avec son bord inférieur retenu par des poids et son bord supérieur soutenu par des flotteurs, est retenu par des pêcheurs ou des bateaux à chaque extrémité. L'introduction de la senne permet la pêche à grande échelle de sardines dans la région. La plage de Kujūkuri devient un centre réputé pour la production d'hoshika (sardines séchées). Après le début de l'ère Meiji au XIXe siècle des bateaux à moteur sont utilisés pour soutenir le filet.
Dans les derniers jours de la Seconde Guerre mondiale, les forces alliées prévoient de débarquer sur la plage de Kujūkuri dans l'opération Coronet. L'incapacité du Japon à compléter les défenses de la plage à temps contribue à la décision de l'empereur Hirohito de capituler.

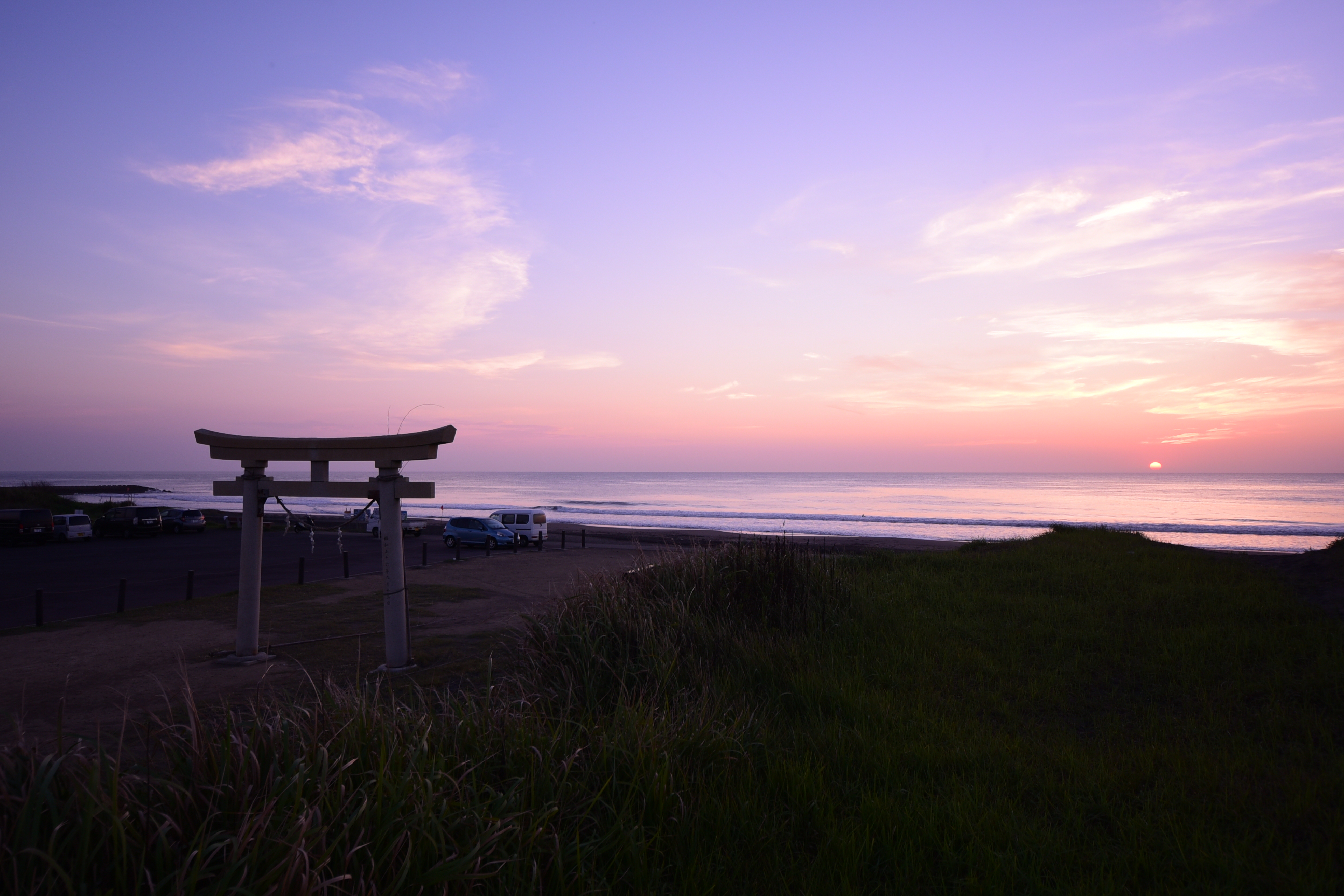
Tsurigasaki Surfing Beach

Le sud de la plage à Ichinomiya, appelée côte de Tsurigasaki (釣ヶ崎海岸, Tsurigasaki kaigan), accueillera les épreuves de surf des Jeux olympiques d'été de 2020.

## Flore et faune
Une espèce septentrionale de saumons Keta retourne à une rivière de la plage chaque année, à l'extrême sud du Japon. Selon un programme de la NHK, Kujūkuri est le meilleur endroit au Japon pour observer les bécasseaux sanderling. Ces petits oiseaux peuvent être vus la plupart des jours de printemps et d'automne suivant le flux et reflux des vagues à une vitesse étonnante à la recherche de nourriture. La plage de Kujūkuri 
est un secteur exceptionnel pour la pêche à la sardine,. Des pins noir du Japon ont été plantés le long de la plage pour prévenir l'érosion.

## Source de la traduction
- (en) Cet article est partiellement ou en totalité issu de l’article de Wikipédia en anglais intitulé « Kujūkuri Beach » (voir la liste des auteurs).